# Empese en Tondense heide
De Empese en Tondense heide is een 260 hectare groot natuurreservaat van Natuurmonumenten in de gemeente Brummen in de Nederlandse provincie Gelderland. Het maakte deel uit van het Natura 2000-gebied Landgoederen Brummen. De ingang ligt tussen de dorpen Klarenbeek en Hall aan de Hallsedijk.
Het gebied ligt in de overgangszone tussen de zandgronden van de Veluwe en de rivierkleiafzettingen van de IJssel. Er komt plaatselijk basenrijk bron- en kwelwater aan oppervlakte dat zorgt voor een bijzonder ecosysteem. Er zijn schraalgraslanden, de zogenoemde bloemrijke graslanden, en veenrestanten aanwezig.

## Geschiedenis
In 1929 kocht de Vereniging Natuurmonumenten hier twee heidevelden met een oppervlakte van in totaal 54 hectare om te voorkomen dat ze net als de andere woeste gronden in de omgeving zouden worden ontgonnen.
In de jaren 1980 - 1990 werd steeds duidelijker dat de natuurwaarden in het gebied ernstig bedreigt werden door verdroging en verzuring. Landbouwgronden die tussen de twee natuurgebieden lagen werden aangekocht en geleidelijk omgevormd. In 2013 werd uiteindelijk in samenwerking met het waterschap een herinrichting uitgevoerd die leidde tot vernatting en verschraling van de terreinen. De laatste relicten blauwgrasland bleven zo behouden.

## Beschrijving
De Empese en Tondense heide is een weids en open gebied van schrale en vochtige graslanden met in het kerngebied veel water. Verspreid is er geboomte, vooral langs oude perceelscheidingen. Er zijn oude landwegen en paden. Het reliëf in het landschap is een gevolg van de aanwezigheid van wat hoger gelegen dekzandruggen. In de natte laagtes ertussen heeft zich veen kunnen ontwikkelen.

### Flora en fauna
In tegenstelling tot wat de naam doet vermoeden is heide niet meer de dominante soort in het gebied. De schrale graslanden kennen evenwel een variatie aan plantensoorten. Sommige, zoals blauwe knoop en de elders zeldzame distel spaanse ruiter, zijn in ruime mate aanwezig. Andere hier voorkomende planten en struiken zijn moerashertshooi, kleine zonnedauw, egelboterbloem, stekelbrem blauwe zegge en wilde gagel. Een van de weinige in Nederland overgebleven blauwgraslandjes maakt deel uit van het natuurgebied.
Onder andere wulp, kievit, grutto en rietgors zijn thuis in het gebied. Ook de raaf, bruine kiekendief, grauwe klauwier, en kraanvogel behoren tot de soorten die er worden waargenomen. Opvallende zoogdieren op de Empese en Tondense heide zijn ree, haas, vos en das.

### Beheer
Het beheer is gericht op het tegengaan van verruiging en verbossing van het open gebied en het verbeteren van de biodiversiteit. Dit wordt bereikt door het eenmaal per jaar maaien en afvoeren van vegetatie. Vernatting en verbetering van de kwaliteit van het grondwater vindt plaats door het dempen of verondiepen van beken en sloten, daardoor worden laagten in het gebied geregeld overstroomd. De bedoeling is ook dat door veranderingen in de waterhuishouding meer basisch grondwater aan de oppervlakte komt. Op voormalige landbouwgronden is de humuslaag weggenomen.

## Ontsluiting
Aan de Hallsedijk bij Empe is een parkeerplaats voor auto’s. Op wegen en paden kan vrij gewandeld worden. Er zijn twee gemarkeerde routes uitgezet. Een vlonderpad voert door een moerasgebied. Ruiters en aangespannen wagens kunnen gebruikmaken van zandwegen en ruiterpaden. Op de landweggetjes kan ook gefietst worden.